# A Raposa e as Uvas

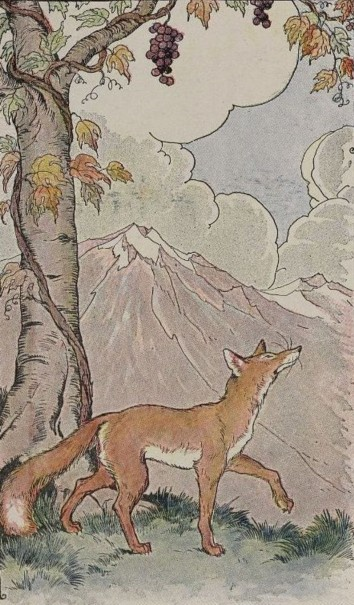
A raposa e as uvas, ilustrado por Milo Winter, em uma antologia de Esopo (1919)

A Raposa e as Uvas é uma fábula atribuída a Esopo e que foi reescrita por Jean de La Fontaine.
Com pequenas variações, é basicamente a história de uma raposa que tenta, sem sucesso, comer um cacho de convidativas uvas penduradas em uma vinha alta. Não conseguindo, afasta-se, dizendo que as uvas estariam verdes. Muitas vezes por comodismo e por não querer obter, criando desculpas e justificativas enfadonhas. A moral afirmada no final da fábula é algo como:
É fácil desprezar aquilo que não se pode obter
Na língua inglesa, a expressão "uvas azedas" — derivada dessa fábula — refere-se à negação de um desejo por algo que não se adquire facilmente ou à pessoa que detém essa recusa. Expressões similares existem em outros idiomas, como na expressão persa: "O gato que não pode alcançar a carne diz 'isso fede'!" A expressão também está presente nos países escandinavos, onde o termo 'azedar uvas' foi substituído por 'azedar sorvas' pelo fato de as uvas não serem comuns em latitudes setentrionais. Na psicologia, este comportamento é conhecido como racionalização (embora seja mais conhecido como redução da dissonância cognitiva).
No discurso coloquial, a expressão do idioma é aplicada a alguém que perde e não consegue fazê-lo graciosamente. Estritamente falando, deve ser aplicado a alguém que, após a perda, nega a intenção de ganhar por completo. A expressão "Ah, mas são verdes" é utilizada em Portugal quando isto acontece. O provérbio português "quem desdenha quer comprar" é comumente associado a esta fábula.